# Дикие пальмы (роман)
«Дикие пальмы» (англ. The Wild Palms) — роман американского писателя Уильяма Фолкнера, опубликованный в 1939 году. Авторское название романа — «Если забуду тебя, Иерусалим» (англ. If I Forget Thee, Jerusalem) — было изменено при первой публикации издателями, однако с 1990-х годов роман стал печататься под оригинальным названием. В русском переводе роман впервые опубликован в 1994 году как «Дикие пальмы».
Один из пяти романов Фолкнера, не относящихся к «йокнапатофскому циклу», к которому принадлежит основная часть его романов.

## История создания
Как и у некоторых других романов Фолкнера, название этого романа содержало библейскую цитату — Если забуду тебя, Иерусалим из 136-го псалма (При реках Вавилона, там сидели мы и плакали, когда вспоминали о Сионе…, Пс. 136:5). При первой публикации издатели, вопреки воле автора, дали роману название одной из двух частей — «Дикие пальмы». Начиная с 1990 года издания романа в США стали выходить под оригинальным названием, либо оба названия упоминаются параллельно: «Дикие пальмы (Если забуду тебя, Иерусалим)».
В русском переводе роман впервые опубликован в 1994 году в журнале «Звезда» как «Дикие пальмы» (перевод Григория Крылова); отдельным изданием он вышел в 1997 году вместе с повестью «Ход конём». В 9-томное и 6-томное собрания сочинений Фолкнера, изданные в 2000-е гг. издательством «Терра», роман не вошёл.

## Художественные особенности
Роман отличается своеобразным построением. Он включает две части с независимыми сюжетами — трагическая история любви мужчины и женщины под названием «Дикие пальмы» и история заключённого, унесённого на лодке наводнением и пытающегося вернуться обратно в тюрьму, под названием «Старик». Каждая из частей разделена на пять глав, которые идут чередуясь: глава «Дикие пальмы» и глава «Старик», причём писались главы также поочерёдно. Сам Фолкнер в интервью так объяснял построение романа:
Поначалу это была одна история — история Шарлотты Риттенмайер и Гарри Уилберна, которые пожертвовали всем ради любви, а затем потеряли её. И до тех пор, пока я не сел за стол, я и понятия не имел, что у меня получатся две отдельные истории. Однако когда я дошел до конца того, что стало впоследствии первой главой «Диких пальм», то обнаружил неожиданно, что чего-то не хватает; что рассказ нужно усилить, как-то приподнять его — наподобие контрапункта в музыкальном произведении. Тогда я начал писать «Старика», и писал его до тех пор, пока сюжет «Диких пальм» вновь не набрал высоты тона; тогда я оборвал «Старика» на том месте, где сейчас кончается его первая часть, и продолжал историю «Диких пальм», и разворачивал её до тех пор, пока сюжет её вновь не начал ослабевать...
Идею контрапункта применительно к прозе Фолкнер, по всей вероятности, позаимствовал у английского писателя Олдоса Хаксли, который первым сформулировал теорию «литературного контрапункта» в своем романе «Контрапункт» (1928).
Хотя сюжеты двух частей напрямую не связаны, между ними есть определённые переклички, а также идейное противопоставление: как писал сам Фолкнер, «Я контрастно противопоставляю два типа любви. Один человек жертвует всем ради любви к женщине, другой — жертвует всем, чтобы от любви освободиться». По мнению исследователя творчества писателя Н. А. Анастасьева, «Даже из беглого пересказа видно, что обе истории, как автор и хотел, контрастно оттеняют друг друга, один способ жизненного поведения испытывает себя другим, одна идея — другой, противоположной по своей сути. Мысль противостоит чувству. Воля — инстинкту. Бунт — смирению. Самовыражение — дисциплине и верности долгу».

## Сюжет

### Дикие пальмы
Действие происходит в 1937—38 гг. в Новом Орлеане, Чикаго, штате Юта, Техасе и на побережье Миссисипи недалеко от моря.
Врач-стажёр новоорлеанской больницы Гарри Уилбурн на вечеринке знакомится с Шарлоттой Риттенмейер, замужней молодой женщиной, увлекающейся искусством. Между ними вспыхивает страсть, однако отношения кажутся бесперспективными, поскольку Шарлотту обеспечивает муж (к тому же у неё двое детей), а Гарри едва сводит концы с концами. Однако когда Гарри находит кошелёк с большой суммой, они решаются уехать и поселяются в Чикаго. Гарри устраивается работать лаборантом в больницу, а Шарлотта временами получает заказы на оформление витрин и начинает лепить глиняные фигурки на продажу. После Рождества Шарлотте предлагают постоянную работу до лета, однако Гарри понимает, что, работая день и ночь, они почти перестали видеть друг друга и что они стремились не к этому. Он устраивается врачом на далёкую шахту в штате Юта и они уезжают. Оказывается, однако, что шахта разорилась, и ни трудящимся там рабочим-полякам (не понимающим английский), ни Гарри никто не собирается платить деньги. Весной Гарри и Шарлотта уезжают в Техас, оставшись почти без денег. Выясняется, что Шарлотта ждёт ребёнка и хочет избавиться от него. После долгих колебаний Гарри решается сделать аборт, однако он оказывается неудачным, и Шарлотте становится хуже. Она едет увидеться с мужем и детьми, затем Гарри и Шарлотта на несколько дней поселяются в коттедже на побережье Миссисипи, откуда Шарлотту забирают в больницу, где она умирает. Гарри приговаривают к пожизненному заключению в Парчманской тюрьме. Муж Шарлотты (обещавший ей не предпринимать ничего против Гарри) пытается сделать в суде оправдательное заявление, но его не слушают. Он даёт Гарри таблетку цианида, но тот уничтожает её, решая, что ради памяти Шарлотты он должен претерпеть все страдания заключения, поскольку иначе их любовь исчезнет даже из памяти кого-либо из живущих людей.

### Старик
Действие происходит летом 1927 года, во время Великого наводнения на Миссисипи. Главный герой — молодой заключённый Парчманской тюрьмы (его имя ни разу не названо), отбывающий 15-летний срок за попытку ограбления поезда.
Когда становится известно о том, что река снесла дамбу и разлилась, заключённых Парчманской тюрьмы вывозят на грузовике, а потом на поезде к сохранившейся высокой насыпи, куда эвакуируют жителей затопленной местности. Двух заключённых, в том числе главного героя, отправляют на лодке спасти жителей, забравшихся на деревья и ждущих помощи. В пути поток опрокидывает лодку, второй заключённый спасается на дереве, а первого уносит. Ему удаётся выплыть, он берёт в лодку беременную женщину, ждущую помощи на дереве, и пытается вернуться. Однако поток («Старик») сносит их вниз по течению, не давая достичь суши, и путешествие продолжается несколько недель. На островке, к которому удаётся причалить, женщина рожает ребёнка. Через некоторое время их всех подбирает пароход, направляющийся в Новый Орлеан, однако заключённый хочет вернуться назад и отдать лодку, поэтому просит высадить их. Они оказываются во франкофонной части Луизианы, и некоторое время проводят в хижине француза (с которым они не понимают друг друга), занимающегося добычей крокодильих шкур. Однако перед взрывом плотины их эвакуируют в Новый Орлеан, откуда заключённый и женщина на лодке плывут обратно вверх по Миссисипи. Найдя полицию, он сдаётся и отдаёт лодку. Его доставляют обратно в Парчман, где добавляют к сроку 10 лет за попытку побега.

## Отзывы
- Н. Анастасьев[4]:

Всё же единство его обеспечивается не просто определённым конструктивным принципом. Важна общность ситуации, в которую поставлены его герои. Вот эта ситуация: человек вырывается из рутины обыденной жизни, из состояния, я бы сказал, нравственной невинности и погружается в действительность, клокочущую и бурлящую…

В истории Высокого Каторжника, в истории любовников предложено два, радикально противоположных, способа противостояния страданиям и катастрофам — в этом смысле, если использовать вслед за самим художником музыкальную терминологию, произведение построено на диссонансе. Но в финале обретается гармония. Фолкнер не даёт окончательно ответа на вопрос, какой же путь вернее и в чём заключена истинная свобода человека, но он вновь, в который уже раз, приходит к выводу — главному выводу, — что человек способен к сопротивлению и борьбе.
- Н. Махлаюк[5]:

В каждой из его частей разрабатываются разные стороны единого конфликта человека и природы. В «Диких пальмах» это внутренний конфликт чувства, нравственных норм и самой природы человека («человек в конфликте с самим собой», по определению Фолкнера). В «Старике» конфликт человека и природы предстает в своем реальном физическом аспекте как противоборство, противостояние человека внешним, внеличностным и своевольным силам природы. В финальных главах романа происходит, на первый взгляд, парадоксальная трансформация образов главных героев. Каторжник, столь успешно противостоявший неумолимой стихии, отказывается от дальнейшего сопротивления, а Гарри, потерпевший поражение в борьбе с самим собой, по собственной воле продолжает сопротивление. Однако это противоречие снимается, если посмотреть на обоих протагонистов как на образное раскрытие двойственного конфликта между человеком и природой.

## Культурное влияние
- В 1940 году появился испанский перевод романа Las palmeras salvajes, выполненный Борхесом (по одной из версий, роман перевела его мать) и оказавший влияние на латиноамериканскую литературу.
- В фильме Годара «На последнем дыхании» главная героиня Патриция цитирует фразу из романа, говоря, что между ничем и страданием она выбрала бы страдание. Это последняя фраза Гарри Уилбурна — Да, подумал он, eсли выбирать между горем и ничем, то я выбираю горе (Yes, he thought, between grief and nothing I will take grief), — которой заканчивается часть «Дикие Пальмы».
- Аллюзии на роман содержатся в фильме «О, где же ты, брат?» (2000) братьев Коэнов: имя персонажа Вернона Уолдрипа фигурирует в «Старике» (так звали жениха девушки, бросившей заключённого и приславшему ему открытку после своей свадьбы). Кроме того, в фильме речь идёт о побеге заключённых из Парчманской тюрьмы, к тому же в сюжете играет важную роль мотив наводнения (при взрыве плотины для строительства гидроэлектростанции). Отсылки к Фолкнеру имеются и в других фильмах Коэнов[6].

- В фильмах Вима Вендерса «С течением времени» и «Идеальные дни» главные герои читают «Дикие Пальмы».

## Издания на русском языке
- Уильям Фолкнер. Дикие пальмы. Роман. Пер. с англ. Г. А. Крылова // «Звезда». 1994. № 11—12.
- Уильям Фолкнер. Дикие пальмы; Ход конём [Пер. с англ. Г. А. Крылова, М. И. Беккер; Послесл. Н. Махлаюка; Худож. А. А. Власов]. СПб.: Гуманитарное агентство «Академический проект», 1997. — 429 с. ISBN 5-7331-0030-3
- Уильям Фолкнер. Дикие пальмы. 2016 г. ISBN 978-5-17-099171-6